# Sugawara no Koreyoshi
Sugawara no Koreyoshi est un nom japonais traditionnel ; le nom de famille (ou le nom d'école), Sugawara, précède donc le prénom (ou le nom d'artiste).
Sugawara no Koreyoshi (菅原 是善, 812 – 11 octobre 880) est un érudit et noble japonais du début de l'époque de Heian. Quatrième fils de Sugawara no Kiyotomo, il atteint le rang de cour de 従三位 (ju san-mi) et la position de sangi. 

## Biographie
Koreyoshi a la réputation d'être intelligent et sage dès son jeune âge, lisant et composant de la poésie avant l'époque de l'empereur Saga dès l'âge de 11 ans.
En 835, il est étudiant de premier rang de littérature chinoise dans le Daigaku-ryō. En 839 il réussit un examen de fonctions publiques et bénéficie d'une promotion de trois étapes à la fois, de 従六位下 (ju roku-i no ge) à 正六位上 (shō roku-i no jō). Il occupe des positions administratives au sein du Daigaku-ryō et celle de concepteur en chef et rédacteur (大内記) au Ministère du centre et en 844 est de nouveau promu 従五位下 (ju go-i no ge). En 845, il est nommé professeur au Daigaku-ryō. Alors qu'il occupe cette fonction, il est également vice-gouverneur des provinces d'Echigo et de Sanuki et précepteur du prince héritier Michiyasu, futur empereur Montoku. 
En 850, l'empereur Montoku monte sur le Trône du chrysanthème et Koreyoshi est promu 正五位下 (shō go-i no ge). Poursuivant son travail d'enseignant, il travaille également en tant que chef du Daigaku-ryō, directeur de la capitale (左京大夫) et gouverneur des provinces de Kaga, Mimasaka, Ise et Bizen. En 855, il se voit récompensé du rang de 従四位下 (ju shi-i no ge).
Koreyoshi continue son rôle en tant que professeur à la cour de l'empereur Seiwa et maintenant gouverneur de la province de Harima et est promu 従四位上 (ju shi-i no jō). Occupant un certain nombre d'autres postes, notamment directeur du Gyōbu-shō (Ministère de la Justice pré-moderne), il est nommé vice-ministre du Ministère des Services civils (Ikibu-shō) en 870. En 872, il rejoint les rangs des kugyō avec sa promotion au titre de sangi. En 873 il est élevé au rang de 正四位下 (shō shi-i no ge) et en 879 à celui de 従三位 (ju san-mi). Koreyoshi meurt en 880 à l'âge de 69 ans.

## Personnalité et réalisations
Érudit le plus reconnu de son époque, il passe pour avoir des relations amicales avec le maître poète Ono no Takamura et les lettrés confucéens de cour Harusumi no Yoshitada et Ōe no Otondo. Il compte beaucoup de bons fonctionnaires et écrivains confucéens pour disciples. Il ne se soucie pas des mondanités de la vie quotidienne et récite à la place des poèmes sur la beauté de la nature. En tant que croyant dans les enseignements bouddhistes, il traite les gens avec amour, fait montre d'une extrême piété filiale et il lui déplaît de tuer. Sur son lit de mort, il demande seulement qu'un service commémoratif bouddhiste soit donné pour lui au début de l'hiver lorsque s'épanouissent les ume et sinon ne dit pas un mot.
En tant que précepteurs des empereurs Montoku et Seiwa, Koreyoshi leur donne des leçons sur le Wen Xuan et le Livre des Han et les édits impériaux et les prières qu'il élabore comme concepteur en chef demeurent encore aujourd'hui. Avec Miyako no Yoshika et d'autres il compile le Nihon Montoku Tennō Jitsuroku. Il participe également à la compilation du 貞観格式 (Jōgan Kyakushiki), un amendement au système légal du Ritsuryō. À titre personnel, il écrit des textes dont le 東宮切韻 (Tōgū-setsuin), le 銀牓輪律 (Ginbō Rinritsu), le 集韻律詩 (Shūin Risshi) et le 会分類集 (Kaibun Ruishū). Un de ses recueils de poèmes est intitulé le 菅相公集 (Kanshōkō-shū).

## Généalogie
- Père : Sugawara no Kiyotomo
- Mère : Inconnue
- Épouse : troisième fille de 伴真成 (Tomo no Masanari?)
  - Fils : Sugawara no Michiyoshi (菅原道善?)
  - Fils : Sugawara no Michinaka (菅原道仲?)
  - Fils : Sugawara no Michizane (菅原道真?, 845-903)
- Autres enfants :
  - Fille : Sugawara no Ruishi (菅原類子?), épouse de l'empereur Kōkō, mère de Minamoto no Junshi (源順子?)

## Source de la traduction
- (en) Cet article est partiellement ou en totalité issu de l’article de Wikipédia en anglais intitulé « Sugawara no Koreyoshi » (voir la liste des auteurs).